# Егресив
Егресив се користи за означавање почетка кретања или момента у датом времену. Овај падеж се користи у пермијским језицима, укључујући и удмуртски језик.

## Пример
- (Почетак) кретања из села, где је гурт = село, а ысен = почетак кретања из/од.